# Бучач-АРТ
ГО «Бучач-АРТ» — громадська організація у місті Бучачі, офіційно зареєстрована у червні 2014-го, хоча свою діяльність розпочала 2012 року. До її складу входять такі проєкти: «Арт-Двір», «Молодіжний портал», «ЕКО рух Бучача», «Вело рух Бучача», «Літературний центр імені Аґнона».

## Діяльність

### «Арт-Двір»

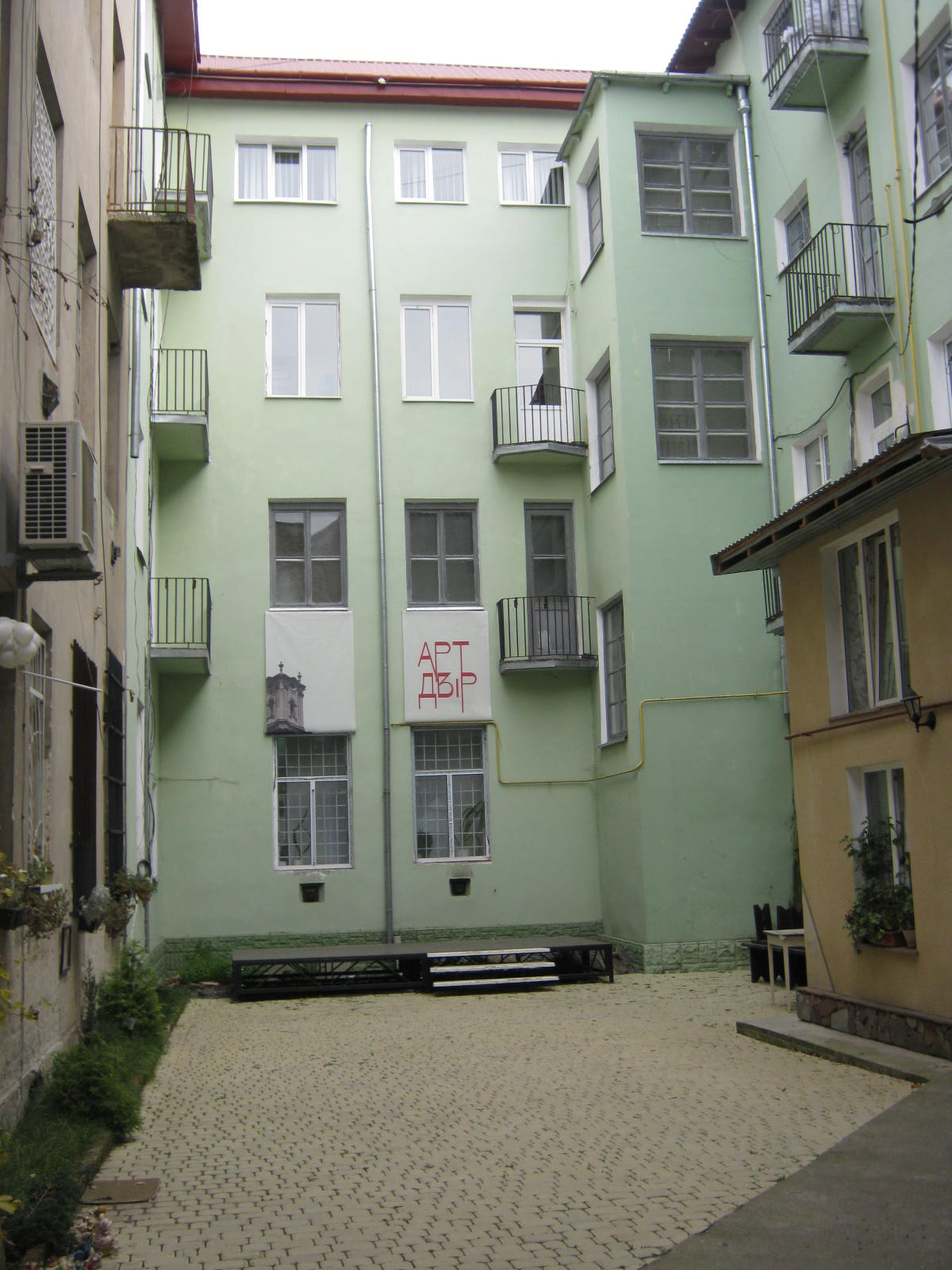
АРТ-двір, осінь 2013

«Арт-Двір» — це мистецька сцена у єдиному дворі Бучача, який зберігся в архітектурному ансамблі міста на вулиці Аґнона. Щонеділі від травня до жовтня у ньому влаштовуються виступи музичних колективів, письменників, поетів, театральних об'єднань, а також виставки художників, скульпторів та фотографів. З 5 липня 2015 у дворі щонеділі із 17.30 працює On-line camera. Керівник — Віктор Гребеньовський.

### «Молодіжний портал»
«Молодіжний портал Бучача» — це молодіжний проєкт, метою якого є об'єднання молоді, створення активного та ініціативного молодіжного руху Бучача.
Учасники з 2012 року беруть участь в акції «Миколай про тебе не забуде», в рамках якої відбувається збір речей для малозабезпечених та багатодітних сімей Бучача і району.
Також відомими проєктами «Молодіжного Порталу» є «Молодіжний Форум Бучача», «Молодіжний Квартал до Дня Молоді», «Фотополювання», «Авто-Мото-Велопробіг», табір «Порталівець», а також численні флеш-моби та квести.
Керівник «Молодіжного Порталу» — Мирослав Ліщинський, координатор дитячих проєктів — Світлана Ліщинська, редактори вебсторінок — Тетяна Іваніцька та Марія Дзюрбан.

### «ЕКО рух Бучача»

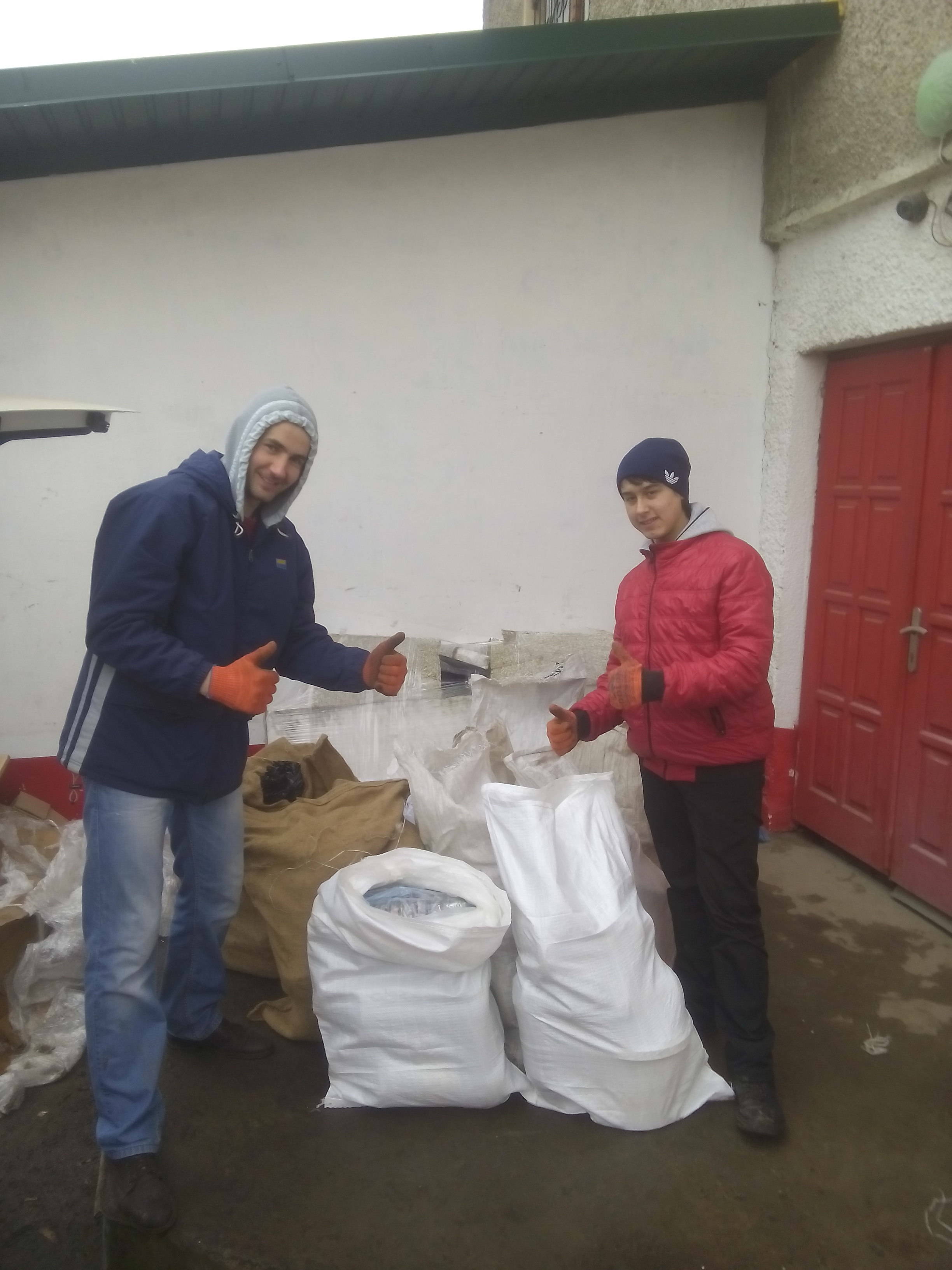
Підготовка зібраних батарейок для відправлення на переробку за кордон

«ЕКО рух Бучача» — екологічний проєкт, робота якого направлена на збереження навколишнього природного середовища шляхом освітньої діяльності та практичних заходів.
Починаючи з 2011 року активісти щороку беруть участь в акції «Зробимо Україну чистою!».
Активісти проєкту приєдналися до акції «Батарейкам — утилізація!». 28 липня 2013 року на День міста відбулася презентація контейнера для збору батарейок, який був встановлений біля міської ратуші. Учасники створили пункти збору використаних батарейок у Бучацькому та Монастириському районах, місті Чорткові, де встановлювали власноруч зроблені контейнері у вигляді невеликих паперових коробок. 27 липня 2014 року, на річницю встановлення першого контейнера відбулося зважування батарейок, зібраних за рік проведення акції «Батарейкам — утилізація!». Маса зібраних елементів живлення становила приблизно 150—160 кілограм.

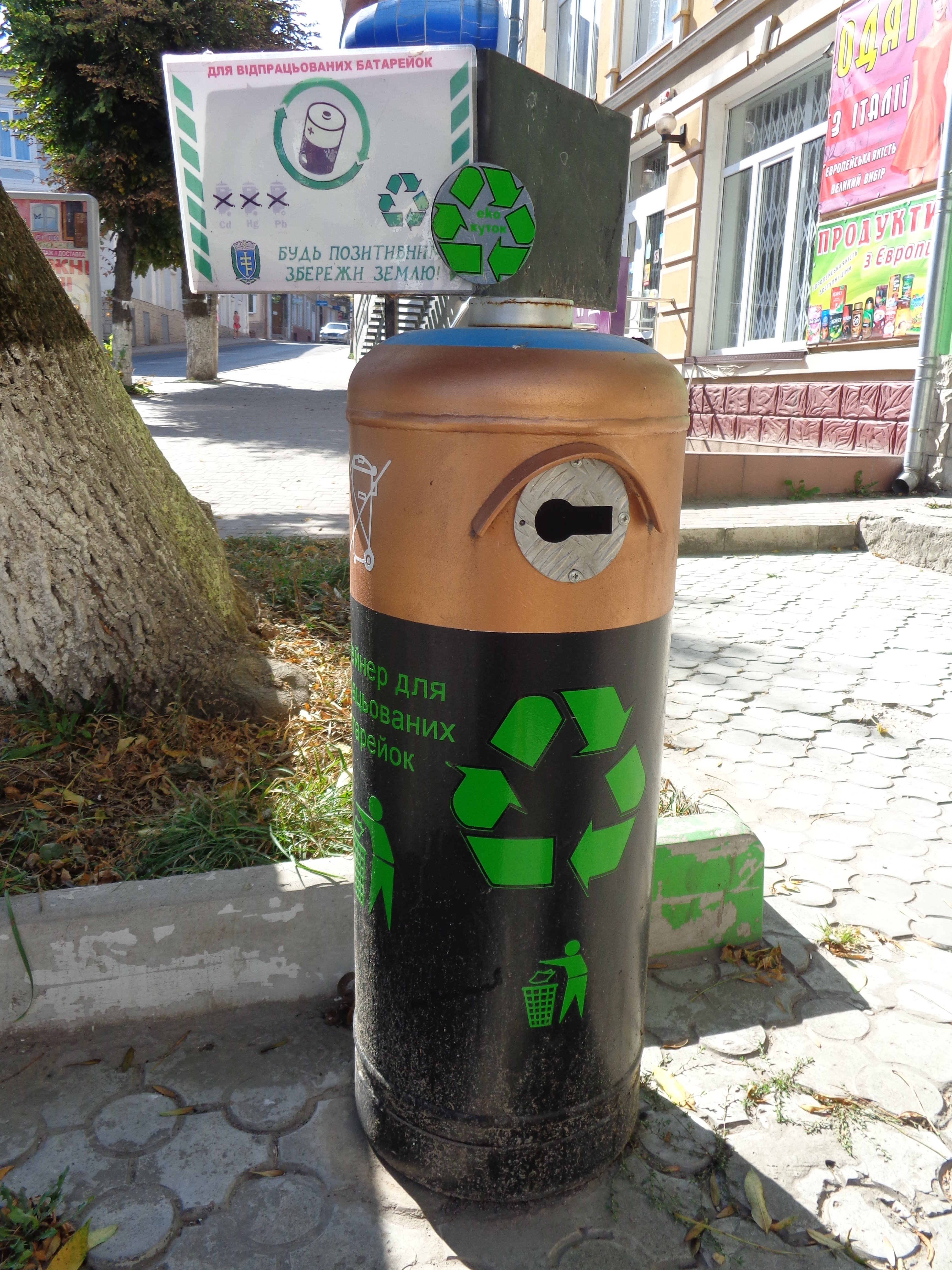
Контейнер для використаних батарейок, розташований неподалік Бучацької ратуші.

8 лютого 2014 року члени «ЕКО руху БУЧАЧА» провели акцію «Нагодуй пташку», щоб звернути увагу людей до бережливого ставлення до птахів. Активісти роздали жителям міста 300 брошур «Пташиний довідник», понад 100 оригамі «Голуби миру» і близько 10 годівничок у стилі української хатинки.
28 квітня 2014 року відбулася презентація акції «Здай макулатуру — онови Фабрику Св. Миколая». Фабрика Св. Миколая — колишній будинок «Просвіти», де щороку відбувається збір подарунків в рамках проведення акції «Миколай про тебе не забуде!», а також координація інших проєктів. Для її ремонту активісти вирішили зібрати макулатуру, що також служило б першим кроком до роздільного збору сміття у місті.

### «Вело рух Бучача»
«Вело рух Бучача» — проєкт, метою якого є популяризація велосипедного транспорту, перетворення Бучача у безпечне та зручне для велосипедистів місто.
Протягом 3-4 травня 2014 року відбулася спільна велопроща з християнською організацією Чорткова ТУСК «Обнова» до Зарваницького духовного центру. 5 жовтня відбувся велодень, під час якого велосипедисти відвідали могилу учасника Небесної сотні Ігоря Костенка у селі Зубреці, влаштували велопробіг по місту.

###### Літературний центр імені Аґнона
Основною метою діяльності Літературного центру імені Аґнона є повернення літературної ідентичності Бучачу через постать Нобелівського лауреата з літератури, уродженця міста — Шмуеля Йосефа Аґнона. 
Літературний центр імені Аґнона розвиває проєкти у таких напрямках, як:
- літературні зустрічі та презентації книг;
- діяльність літературного клубу;
- літературні мандрівки Бучачем;
- освітні лекції;
- перекладацькі та видавничі проєкти;
- проєкти літературних обмінів.

Проєкт діє з липня 2015.